# Solter buettikeri
Solter buettikeri is een insect uit de familie van de mierenleeuwen (Myrmeleontidae), die tot de orde netvleugeligen (Neuroptera) behoort. 
Solter buettikeri is voor het eerst wetenschappelijk beschreven door Hölzel in 1982.